# カーメル・マイヤーズ
カーメル・マイヤーズ（Carmel Myers, 1899年4月4日 - 1980年11月9日）は、アメリカ合衆国の女優である。

## 人物・来歴
1899年（明治32年）4月4日、カリフォルニア州サンフランシスコに生まれる。ラビである父はオーストラリアからの、母はオーストリアからの移民で、1歳年長の兄にのちの映画監督ザイオン・マイヤーズがおり、2歳年少の従弟にのちの映画監督のマーク・サンドリッチがいる。
満16歳になる1915年（大正4年）、ベッシー・ラヴ、コンスタンス・タルマッジとともに Georgia Pearce に出演したのが、もっとも古い映画出演の記録である。1916年（大正5年）、L-KO・カンパニーが量産する短編映画に数本出演した後、D・W・グリフィスのファイン・アーツ・フィルムに入社、大作の『イントレランス』や、ポール・パウエル、チェスター・ワージーらが監督する短篇映画に出演する。
1917年（大正6年）、ユニヴァーサル・フィルム・マニュファクチュアリング・カンパニー（現在のユニバーサル・ピクチャーズ）に移籍、前年に同社傘下に設立されたブルーバード映画で、同年、ハリー・ソルター監督、ケネス・ハーラン主演の『力』に出演、その後、ジョージ・シーグマン監督の『知らぬ妻』、ソルター監督の『磯打つ波』、スチュアート・ペイトン監督の The Girl in the Dark, 『紫の園』、『偽の結婚』、ジョセフ・ド・グラス監督の『情の国歌』、エルシー・ジェーン・ウィルソン監督の『涙の街』や『夢の女』、ポール・パウエル監督の『社交界の花形』、『終夜』、『夫は誰?』、『孤島の娘』と、1919年（大正8年）春のブルーバード映画最末期まで、立て続けに主演作を連打、そのほとんどすべてが日本でも公開された。同年7月16日、イジドア・コーンブラムと結婚する。
1921年（大正10年）、ユニヴァーサルを退社、小プロダクション作品に引き続き主演し、1923年（大正12年）には夫コーンブラムと離婚する。翌1924年（大正13年）、3社が合併して設立されたメトロ・ゴールドウィン・メイヤーに入社する。
1928年（昭和3年）から始まる初期のトーキーにも積極的に出演し、1929年（昭和4年）6月9日、ラルフ・H・ブラムと再婚する。1934年（昭和9年）の The Countess of Monte Cristo に出演した以降は、しばらく家庭に入る。
1942年（昭和17年）、リパブリック・ピクチャーズ製作、リー・ジェイソン監督の『或る夜の貴婦人』の脇に出演して、映画界に復帰する。
夫ブラムとはのちの脚本家のラルフ・ブラムほか3児をもうけたが、1950年（昭和25年）に離婚する。翌1951年（昭和26年）6月26日に放映を開始したテレビ映画シリーズ The Carmel Myers Show のホスト役を務める。同年10月、アルフレッド・シュワルバーグと再々婚する。1952年（昭和27年）の The Carmel Myers Show が放映を終了、1953年（昭和28年）にテレビ映画 Studio One in Hollywood の1挿話に出演した以降は、映画界・テレビ界を退く。
1974年（昭和49年）、夫シュワルバーグと死別、翌1975年（昭和50年）からふたたびテレビ映画に出演し、映画『名犬ウォン・トン・トン』にも出演している。同作が最後の出演作となった。
1980年（昭和55年）11月9日、カリフォルニア州ロスアンゼルス市で心臓発作により死去した。満81歳没。同州イースト・ロサンゼルスにあるホーム・オヴ・ピース墓地に眠る。ハリウッドのヴァイン街1751番地にハリウッド・ウォーク・オブ・フェームの星を刻む。

## おもなフィルモグラフィ
すべて出演作である。

### 1910年代
- Georgia Pearce : 監督不明、出演ベッシー・ラヴ、コンスタンス・タルマッジ、1915年
- Tough Luck on a Rough Sea : 監督不明、主演ダン・ラッセル、1916年 - 出演・役 The Girl
- The Jailbird's Last Flight : 監督不明、主演ビリー・アームストロング、1916年
- Ignatz's Icy Injury : 監督不明、主演ビリー・アームストロング、1916年
- 『イントレランス』 Intolerance: Love's Struggle Throughout the Ages : 監督D・W・グリフィス、1916年 - ノンクレジット出演・役 Favorite of the Harem （バビロン篇）
- 『結婚狂』（別題『電話結婚』） The Matrimaniac : 監督ポール・パウエル、1916年 - ノンクレジット出演
- 『改悛』 The Bad Boy : 監督チェスター・ワージー、1917年 - ノンクレジット出演・端役
- Stage Struck : 監督エドワード・モリッシー、1917年 - ノンクレジット出演・端役
- A Love Sublime : 監督トッド・ブラウニング、共同監督・主演ウィルフレッド・ルーカス、1917年 - 出演・役 Toinette
- 『貧民の娘』 A Daughter of the Poor : 監督エドワード・ディロン、1917年 - 出演・役 Hazel Fleming
- 『鉄砲』 Might and the Man : 監督エドワード・ディロン、1917年 - 出演・役 Winifred
- The Haunted Pajamas : 監督フレッド・J・バルシッファー、1917年 - 出演・役 Frances Kirkland
- 『海の妖魔』 Sirens of the Sea : 監督アレン・ホルバー、主演ルイズ・ラヴリー、1917年 - 出演・役 Julie
- 『力』 The Lash of Power : 監督ハリー・ソルター、主演ケネス・ハーラン、1917年 - 出演・役 Marion Sherwood
- 『知らぬ妻』 My Unmarried Wife : 監督ジョージ・シーグマン、1918年 - 主演・役 Mary Cunningham
- 『磯打つ波』 The Wife He Bought : 監督ハリー・ソルター、1918年 - 主演・役 Janice Brieson
- The Girl in the Dark : 監督スチュアート・ペイトン、1918年 - 主演・役 Lois Fox
- 『紫の園』 The Wine Girl : 監督スチュアート・ペイトン、1918年 - 主演・役 Bona
- 『偽の結婚』 The Marriage Lie : 監督スチュアート・ペイトン、1918年 - 主演・役 Eileen Orton
- 『情の国歌』 A Broadway Scandal : 監督ジョセフ・ド・グラス、1918年 - 主演・役 Nenette Bisson
- 『涙の街』 The City of Tears : 監督エルシー・ジェーン・ウィルソン、1918年 - 主演・役 Rosa Carillo
- 『夢の女』 The Dream Lady : 監督エルシー・ジェーン・ウィルソン、1918年 - 主演・役 Rosamond Gilbert
- 『社交界の花形』 A Society Sensation : 監督ポール・パウエル、1918年 - 主演・役 Sydney Parmelee
- 『終夜』（よもすがら）  All Night : 監督ポール・パウエル、1918年 - 主演・役 Elizabeth Lane
- 『夫は誰?』 Who Will Marry Me? : 監督ポール・パウエル、1919年 - 主演・役 Rosie Sanguinetti
- 『孤島の娘』（別題『小さな白色野蛮人』） The Little White Savage : 監督ポール・パウエル、1919年 - 主演・役 Minnie Lee

### 1920年代
- 『胡蝶を追ふて』 In Folly's Trail : 監督ローリン・スタージョン、1920年 - 主演・役 Lita O'Farrell
- 『金色の夢』 The Gilded Dream : 監督ローリン・スタージョン、1920年 - 主演・役 Leona
- 『妖婦か処女か』 Beautifully Trimmed : 監督マーセル・ド・サノ、1920年 - 主演・役 Norine Lawton
- 『無謀な結婚』 The Mad Marriage : 監督ローリン・スタージョン、1921年 - 主演・役 Jane Judd
- 『酒場の女』（別題『危ない瞬間』） The Dangerous Moment : 監督マーセル・ド・サノ、1921年 - 主演・役 Sylvia Palprini
- 『混乱の巻』（別題『欺かれた恋』） Cheated Love : 監督キング・バゴット、1921年 - 主演・役 Sonya Schonema
- 『熱情の国』 The Kiss : 監督ジャック・コンウェイ、1921年 - 出演・役 Erolinda Vargas
- 『爆弾児』 Breaking Through : 監督ロバート・エンスミンジャー、1921年 - 出演・役 Bettina Lowden
- 『法の娘』 A Daughter of the Law : 監督ジャック・コンウェイ、1921年 - 主演・役 Nora Hayes
- The Love Gambler : 監督ジョセフ・フランツ、1922年 - 出演・役 Jean McClelland
- 『危険切迫』 The Danger Point : 監督ロイド・イングレアム、1922年 - 主演・役 Alice Torrance
- 『最後の一瞬』 The Last Hour : 監督エドワード・スローマン、1923年 - 出演・役 Saidee McCall
- 『社交界の誘惑』（別題『有名なフェアー夫人』） The Famous Mrs. Fair : 監督フレッド・ニブロ、1923年 - 出演・役 Angy Brice
- Goodbye Girls : 監督ジェローム・ストーム、1923年 - 出演・役 Florence Brown
- The Little Girl Next Door : 監督W・S・ヴァン・ダイク、1923年 - 出演・役 Milly Amory
- Slave of Desire : 監督ジョージ・D・ベイカー、1923年 - 出演・役 Countess Fedora
- The Dancer of the Nile : 監督ウィリアム・P・S・アール、1923年 - 出演・役 Arvia
- The Love Pirate : 監督リチャード・トーマス、1923年 - 出演・役 Ruby Le Maar
- 『離婚歓迎』 Reno : 監督ルパート・ヒューズ、1923年 - 出演・役 Mrs. Dora Carson Tappan
- 『楽園の毒草』 Poisoned Paradise: The Forbidden Story of Monte Carlo : 監督ルイ・ガスニエ、1924年 - 出演・役 Mrs. Belmore
- 『ボー・ブラムメル』 Beau Brummel : 監督ハリー・ボーモント、1924年 - 出演・役 Lady Hester Stanhope
- 『縺れ行く情火』 Broadway After Dark : 監督モンタ・ベル、1924年 - 出演・役 Lenore Vance
- 『恋の浅瀬』 Babbitt : 監督ハリー・ボーモント、1924年 - 出演・役 Tanis Judique
- 『仇敵の愛』 Garragan : 監督ルドウィッヒ・ウォルフ、1924年
- 『ベン・ハー』 Ben-Hur: A Tale of the Christ : 監督フレッド・ニブロ、1925年 - 出演・役 Iras
- 『椿姫』 Camille : 監督ラルフ・バートン、1926年 - 出演・役 Agatha
- 『悪魔の曲馬団』 The Devil's Circus : 監督ベンジャミン・クリステンセン、1926年 - 出演・役 Yonna
- The Gay Deceiver : 監督ジョン・M・スタール、1926年 - 出演・役 Countess de Sano
- 『英雄時代』 Tell It to the Marines : 監督ジョージ・W・ヒル、1926年 - 出演・役 Zaya, a native
- The Demi-Bride : 監督ロバート・Z・レナード、1927年 - 出演・役 Madame Girard
- The Understanding Heart : 監督ジャック・コンウェイ、1927年 - 出演・役 Kelcey Dale
- Sumuru : 監督トム・テリス、1927年 - 出演・役 Lola
- 『ソレルと其の子』 Sorrell and Son : 監督ハーバート・ブレノン、1927年 - 出演・役 Flo Palfrey
- A Certain Young Man : 監督ホバート・ヘンリー、1928年 - 出演・役 Mrs. Crutchley
- Prowlers of the Sea : 監督ジョン・G・アドルフィ、1928年 - 出演・役 Mercedes
- 『四つの壁』 Four Walls : 監督ウィリアム・ナイ、1928年 - 出演・役 Bertha
- Dream of Love : 監督フレッド・ニブロ、1928年 - 出演・役 The Countess
- The Bath Between : 監督ベンジャミン・ストロフ、1928年
- The Red Sword : 監督ロバート・G・ヴィニョーラ、1929年 - 出演・役 Katherine
- 『化物行進曲』 The Ghost Talks : 監督ルイス・サイラー、1929年 - 出演・役 Marie Haley
- 『愛の試練』 Careers : 監督ジョン・フランシス・ディロン、1929年 - 出演・役 The Woman
- 『彼と女優』 The Careless Age : 監督ジョン・グリフィス・レイ、1929年 - 出演・役 Ray
- He Did His Best : 監督レスリー・ピアース、1929年
- Broadway Scandals : 監督ジョージ・アーチェンボード、1929年 - 出演・役 Valeska
- The Show of Shows : 監督ジョン・G・アドルフィ、1929年 - 出演・歌 "Ladies of the Ensemble"

### 1930年代
- The Ship from Shanghai : 監督チャールズ・ブレイビン、1930年 - 出演・役 Viola 'Vi' Thorpe
- The Stronger Sex : 監督ウィリアム・ワトソン、1930年
- 『近代恋愛帖』 A Lady Surrenders : 監督ジョン・M・スタール、1930年 - 出演・役 Sonia
- The Lion and the Lamb : 監督ジョージ・B・サイツ、1931年 - 出演・役 Inez
- 『悪魔スヴェンガリ』 Svengali : 監督アーチー・メイヨ、1931年 - 出演・役 Madame Honori
- Pleasure : 監督オットー・ブラワー、1931年 - 出演・役 Mrs. Gerald Whitley
- Chinatown After Dark : 監督スチュアート・ペイトン、1931年 - 出演・役 Madame Ying Su
- 『狂へる天才』 The Mad Genius : 監督マイケル・カーティス、1931年 - 出演・役 Sonya Preskoya
- 『令女学』 Nice Women : 監督エドウィン・H・ノッフ、1931年 - 出演・役 Dorothy Drew
- No Living Witness : 監督E・メイソン・ホッパー、1932年 - 出演・役 Emillia
- The Countess of Monte Cristo : 監督カール・フロイント、1934年 - 出演・役 Flower Girl

### 1940年代
- 『或る夜の貴婦人』 Lady for a Night : 監督リー・ジェイソン、1942年 - 出演・役 Mrs. Dickson, the Mayor's Wife
- Pretty Dolly : 監督ベン・ホームズ、1942年 - 出演・役 Mrs. Errol
- 『復讐! 反ナチ地下組織 裏切り者を消せ』 The Conspirators : 監督ジーン・ネグレスコ、1944年 - ノンクレジット出演・役 Baroness von Kluge
- George White's Scandals : 監督フェリックス・E・フィースト、1945年 - ノンクレジット出演・役 Leslie
- Whistle Stop : 監督レオニード・モギー、1946年 - 出演・役 Estelle

### 1950年代 / 1970年代
- The Carmel Myers Show : テレビ映画シリーズ、1951年 - 出演・役 Host
- Studio One in Hollywood - The Magic Lantern : 監督フランクリン・J・シャフナー、テレビ映画、1953年

- Wide World Mystery - Nick and Nora : 監督不明、テレビ映画、1975年
- Chico and the Man - Bird in a Gilded Cage : 監督ジャック・ドノヒュー、テレビ映画、1975年 - 出演・役 Violette Baines
- 『名犬ウォン・トン・トン』 Won Ton Ton: The Dog Who Saved Hollywood : 監督マイケル・ウィナー、1976年 - 出演・役 Woman Journalist

## 関連事項
- L-KO・カンパニー （en:L-KO Kompany）
- ホーム・オヴ・ピース墓地 （en:Home of Peace Cemetery）
- ヴァイン街 （en:Vine Street）

## 註
1. 1 2 3 4 5 6 7 8 9 10 11 12 13 14 15 16 17 18 19 20 21  Carmel Myers, Internet Movie Database （英語）, 2010年6月18日閲覧。
2. ↑  『ブルーバード映画の記録』 : 製作・著・発行山中十志雄・塚田嘉信、1984年4月、p.60-63.
3. ↑  Carmel Myers, Find A Grave （英語）, 2010年6月18日閲覧。